# M/V Stena Performance
M/V Stena Performance je handymax tanker ("Other" po AIS-u, Oil/Chemical Tanker, tip handymax tanker for oil, po IMO 3) hrvatske proizvodnje. Izgrađen je u Brodosplitu. IMO broj mu je 9299159. MMSI broj je 310515000. Plovi pod bermudskom zastavom. Matična mu je luka Hamilton (Bermudi). Pozivni znak je ZCDR5.
Dio serije Brodosplitovih tankera koji mogu prevesti teret teži od 65.000 tona i ploviti po zaleđenom moru, klasa DNV CLASS ICE-1B (P-MAX Ice Class 1B)). Dizajnom udovoljavaju najvišim ekološkim i plovidbeno-sigurnosnim standardima, s dvjema odvojenim strojarnicama i 30% većim kapacitetom prijevoza tereta u odnosu na standardne tankere te veličine. Iz ove je serije M/V Stena Paris dobila nagradu za brod godine u svojoj klasi, a koju je dodijelila Kraljevska ustanova pomorskih arhitekata (Royal Institution of Naval Architects - RINA)

## Obilježja
Sagrađen kao novogradnja br. 444 za bermudskog naručitelja CM P-MAX IV Limited iz Hamiltona.
Bruto-tonaže (gross tonage) je 36168 tone, a nosivosti 65065 tona (prvotno 65079) dwt/65000 ljetni 65065). Gaz je 7,50 metara. Ukupni prostorni kapacitet je 67315m3.
Američki časopis Marine Log uvrstio ga je na popis Istaknutih brodova godine (Distinctive Ships of the Year).

## Vanjske poveznice
- Brodosplit Galerija: Stena Performance (u međumrežnoj pismohrani archive.org 20. travnja 2016.)
- (engl.) MarineTraffic Stena Performance
- (engl.) Fleetmon Stena Performance
- (engl.) Vesselfinder Stena Performance